# Molophilus (Lyriomolophilus) keira
Molophilus (Lyriomolophilus) keira is een tweevleugelige uit de familie steltmuggen (Limoniidae). De soort komt voor in het Australaziatisch gebied.